# Andrea Gail
Andrea Gail – kuter rybacki zbudowany w 1978 w Panama City na Florydzie. Miał 22 m długości, 93 tony wyporności i rozwijał prędkość do 15 węzłów. Początkowo nosił imię Miss Penny. Portem macierzystym statku było Marblehead w stanie Massachusetts. Zaginął na morzu w roku 1991 podczas tzw. sztormu doskonałego.
W swój ostatni rejs wyruszył 20 września z Gloucester w stronę Grand Banks w celu połowu mieczników. Po nieudanym połowie w tamtym rejonie kapitan Billy Tyne zadecydował, by udać się na łowiska w pobliżu Flemish Cap. Podróż powrotną stamtąd rozpoczął 26 października. Ostatni meldunek z kutra zarejestrowano około godziny 18 dwa dni później z pozycji 330 km na północny wschód od Sable Island. W meldunku pojawiła się również informacja o stanie morza – dziewięciometrowych falach i wietrze osiągającym 150 km/h.
30 października jednostka została uznana za zaginioną. W rozpoczętych poszukiwaniach z morza i powietrza, które objęły obszar o powierzchni 400 000 km², wzięła udział straż przybrzeżna Nowego Jorku, Kanady oraz United States Coast Guard. 8 listopada odnaleziono radiopławę EPIRB z Andrei Gail, lecz była ona uszkodzona i nie pozwoliła ustalić pozycji zatonięcia statku. Tego samego dnia poszukiwania zostały odwołane.
Na podstawie historii kutra powstała powieść Sebastiana Jungera The Perfect Storm: A True Story of Men Against the Sea oraz film Gniew oceanu w reżyserii Wolfganga Petersena.

## Zaginieni członkowie załogi
- Billy Tyne (kapitan) Fotografia
- Robert Shatford Fotografia
- Dale Murphy Fotografia
- David Sullivan Fotografia
- Michael Moran Fotografia
- Alfred Pierre Fotografia